# Влада Чигирьова
Влада Александровна Чигирьова (на руски: Вла́да Алекса́ндровна Чигирёва) е руска състезателка по синхронно плуване. Двукратна олимпийска шампионка през 2016 и 2020 г., 11-кратна световна шампионка, четирикратна европейска шампионка. Тя е носителка на почетното звание „Заслужил майстор на спорта на Русия“.

## Биография
Родена е на 18 декември 1994 г. в град Ростов на Дон, Русия.
На първенствата за юноши през 2010 и 2012 г. Чигирева става трикратна световна шампионка в соло и група, а също така печели първо място в индивидуалната фигурна програма. Тя е многократна европейска шампионка за девойки. През 2013 г. става шампионка на Универсиадата в три дисциплини.
На първото си световно първенство през 2013 г. в Барселона тя става шампионка в техническите, свободните и комбинираните групи. На следващото световно първенство по водни спортове в град Казан през 2015 г. печели още три златни медала, като става шесткратна световна шампионка.
През 2016 г. Влада става шампионка на Олимпийските игри в Рио де Жанейро, Бразилия. През 2017 г. на световното първенство в Будапеща като част от отбора тя печели още два златни медала в безплатните и технически групи (Русия не участва в комбинираната програма).
През 2019 г. на Световното първенство в Южна Корея отборът също печели три топ медала, като побеждава в три дисциплини (техническа, свободна и комбинирана група).

## Награди
- „Заслужил майстор на спорта на Русия“ (от 31 декември 2013 г.)[1]
- „Орден на приятелството“ (от 25 август 2016 г.) – за високи спортни постижения на Игрите на XXXI Олимпиада 2016 в Рио де Жанейро (Бразилия), демонстриращи воля за победа и решителност.[4]
- „Почетна грамота от президента на Руската федерация“ (от 19 юли 2013 г.) – за високи спортни постижения на XXVII Световна лятна универсиада през 2013 г. в град Казан.
- „Орден на честта“ (11 август 2021 г.) – за голям принос в развитието на вътрешния спорт, високи спортни постижения, воля за победа, постоянство и решителност, показани на Игрите на XXXII Олимпиада 2020 г. в Токио (Япония).[5]